# Espalier

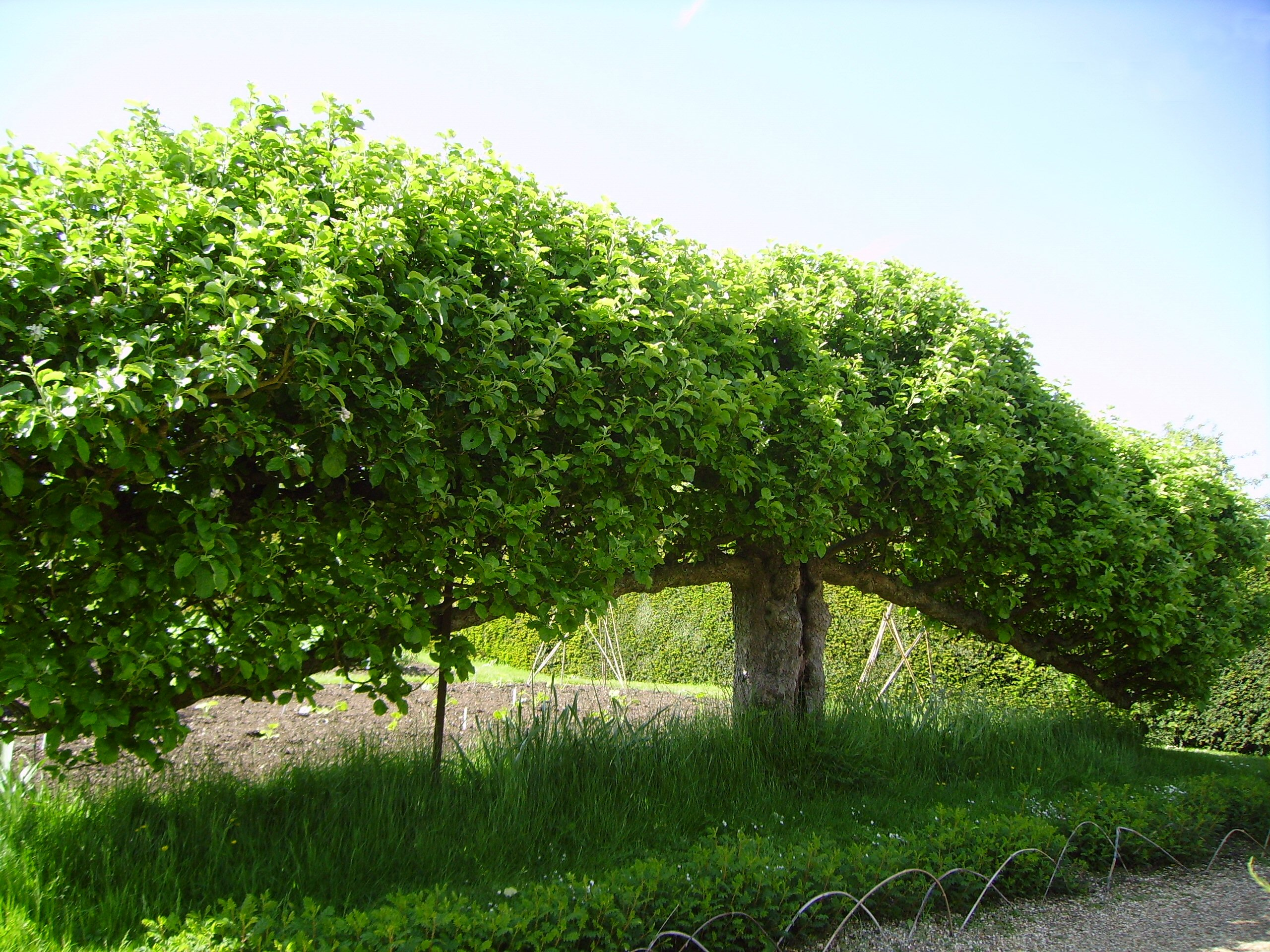
Espalier d'arbres fruitiers à Standen, dans le Sussex de l'Ouest en Angleterre - Mai 2006.

Cet article possède un paronyme, voir Escalier.
Pour l'équipement de gymnastique, voir Espalier de gymnastique.
En horticulture, l'espalier est une forme d'arbre, le plus souvent fruitier, obtenue par une technique de taille permettant d'avoir un arbre à forme plate. La technique était populaire au Moyen Âge en Europe pour décorer les murs, mais son origine est plus ancienne et pourrait dater de l'Égypte antique. Le mot espalier désigne aussi le treillage (treillage d'espalier) sur lequel le plant s'appuie lors de sa croissance. 
Un espalier est un arbre se trouvant contre un mur ou une façade, alors qu'un contre-espalier n'est pas adossé à un mur.
L'art de l'espalier a été classé à l'Inventaire du patrimoine culturel immatériel en France en 2023.

## Avantages de la technique

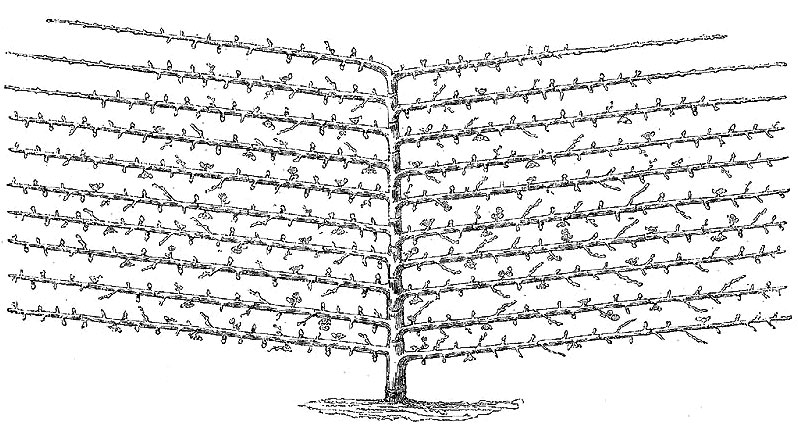
Palmette simple de pommier.

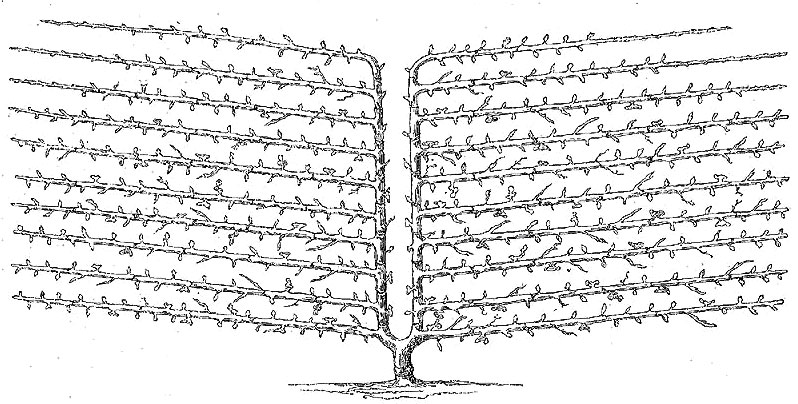
Palmette double.

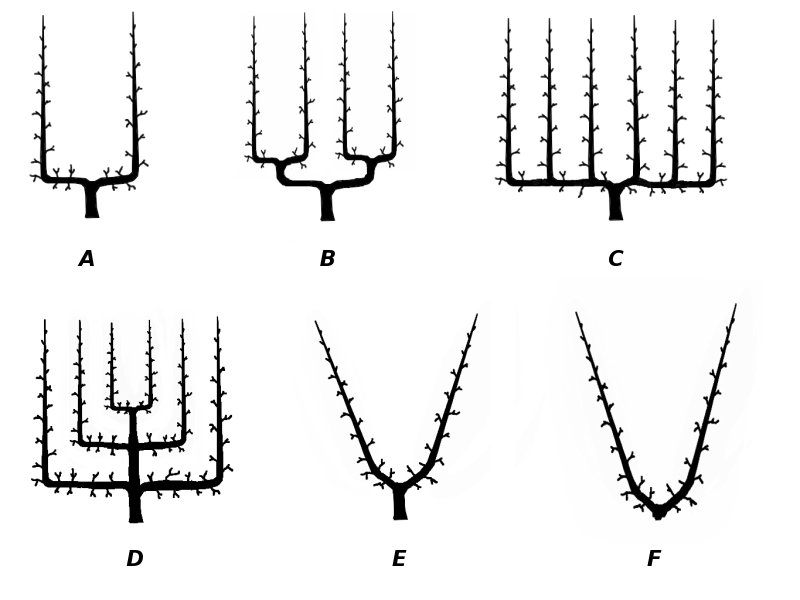
Formes de palmettes
A: en U
B: en double u
C: candélabre
D: Verrier
E: en Y
F: en V

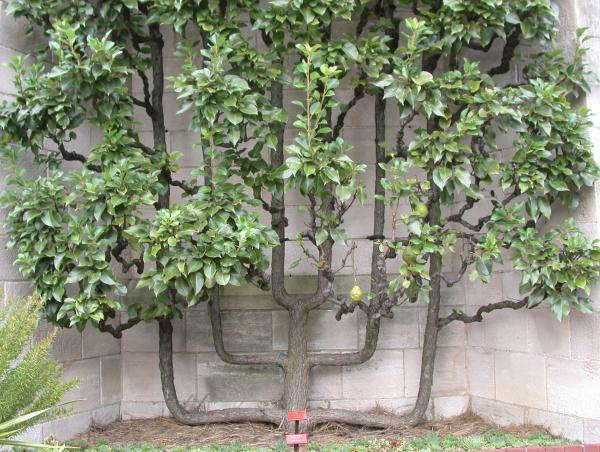
Poirier formé en palmette Verrier. Cette forme n'est plus utilisée que par les jardiniers amateurs.

L'espalier et le contre-espalier occupent moins de surface qu'un sujet en port libre, permettant d'optimiser la production fruitière sur un espace réduit. Le mur réfléchit la lumière et restitue la chaleur durant la nuit, permettant d'adoucir localement les températures en climat rigoureux. 
L'espalier permet aussi de mettre à fruit plus rapidement.
Certains essences d'arbres, tels que les figuiers (Ficus carica), les pommier ou les poirier, s'adaptent mieux à cette technique que d'autres car les branches doivent être longues et flexibles. 
La technique d'espalier a historiquement été utilisée pour le forçage de la vigne en région septentrionale comme ce fut le cas pour le chasselas de Thomery près de Fontainebleau avec le développement de tailles en cordons spécifiques (cordons Charmeux).

## Différentes formes
Il existe différents types d'espaliers : horizontal (les branches poussent horizontalement à partir du tronc central), palmette (les branches poussent en éventail autour du tronc), et cordon.
La haie belge est une forme d'espalier qui tresse un ensemble d'espalier en forme de haie.
On distingue entre autres :
- la palmette simple : tronc central d'où partent de multiples charpentières horizontales.
- la palmette double : tronc divisé en deux branches charpentières verticales rapprochées, d'où partent de multiples sous-charpentières horizontales.
- la palmette à la diable : tronc muni de deux branches charpentières, elles-mêmes dotées de sous-charpentières[3].
- la palmette verrier : tronc à quatre branches ou plus formant des sortes de U imbriquées les uns dans les autres[4].
- la palmette en U, simple ou double : tronc commun d'où partent deux branches formant un U, éventuellement elle-même ramifiées aussi en U[5].
- la palmette Baldassari
- etc.

Il y a aussi l'espalier Lepage, verrier candélabre, U double, et drapeau marchand.

## Porte-greffes adaptés
Pour obtenir de beaux espaliers ou de belles palmettes, il faut utiliser des porte-greffes adaptés. Pour le pommier, on recommande d'utiliser des formes naines type « Pommier Paradis » ou Doucin (série Malling M27, M9, M26, MM106).